# Тасбулатова Діляра Керизбеківна
Діляра Керизбеківна Тасбулатова (нар. ?, Алма-Ата, Казахська РСР) — російська журналістка, кінокритик.Член спілки кінематографістів Росії. Критик року (2000), найкращий кіножурналіст Росії (2002). Кінооглядач російського журналу «Підсумки».

## Життєпис
Діляра Тасбулатова народилася та виросла в Алма-Аті, але вже багато років живе і працює в Москві. 
Протягом довгих років була оглядачем найбільших кінофестивалів у Каннах, Берліні, Венеції. Читала лекції в Швеції та Америці.

## Громадянська позиція
У березні 2014 року підписала лист «Ми з Вами!» на підтримку України.
У 2018 підтримала звернення Європейської кіноакадемії на захист ув'язненого у Росії українського режисера Олега Сенцова.